# الدلنج
الدَلَنْج مدينة تقع في ولاية جنوب كردفان بالسودان على ارتفاع 688 متر ( 2,254 قدم ) فوق سطح البحر وعلى بعد 498 كيلومتر ( 309 ميل ) جنوب الخرطوم عاصمة السودان وحوالي 115 كيلومتر (71.45 ميل) شمال كادوقلي، حاضرة الولاية، كما تقع على بعد 160 كيلومتر جنوب مدينة الأبيض حاضرة ولاية شمال كردفان، وهي ثاني أكبر مدينة في ولاية جنوب كردفان وتتوسط منطقة جغرافية متنوعة الطبيعة تتميز بتلالها ووديانها الموسمية وتربتها الطينية والرملية التي جعلت منها منطقة زراعية مهمة. كما تعتبر من المدن الرائدة في مجال التعليم بالسودان.

## أصل التسمية
أخذت مدينة الدلنج اسمها من قبيلة الدلنج وهي إحدى فروع قبائل النوبة الثمانين. واللفظ الدلنج ينطق بفتح الدال واللام وتسكين النون مع إغفال الجيم، والنون فيه معطشة مثل النون الإسبانية Ñ وهي حرف طبقي أنفي يرمز له بالأبجدية الصوتية الدولية بالرمز eɲe يقابله بالعربية ڭ ( كاف فوقها ثلاث نُقط ).
ويأخذ اللفظ عدّة أشكال هجائية باللغة الإنجليزية فهو Dilling (كما في الوثائق القديمة) أو Dalanj ( كما هو مستخدم حالياً في جامعة الدلنج) أو Dalang ( في المكاتبات الرسمية الحديثة أحياناً) أو Al Dallang
أو Adalang  أو غير ذلك.

## التاريخ

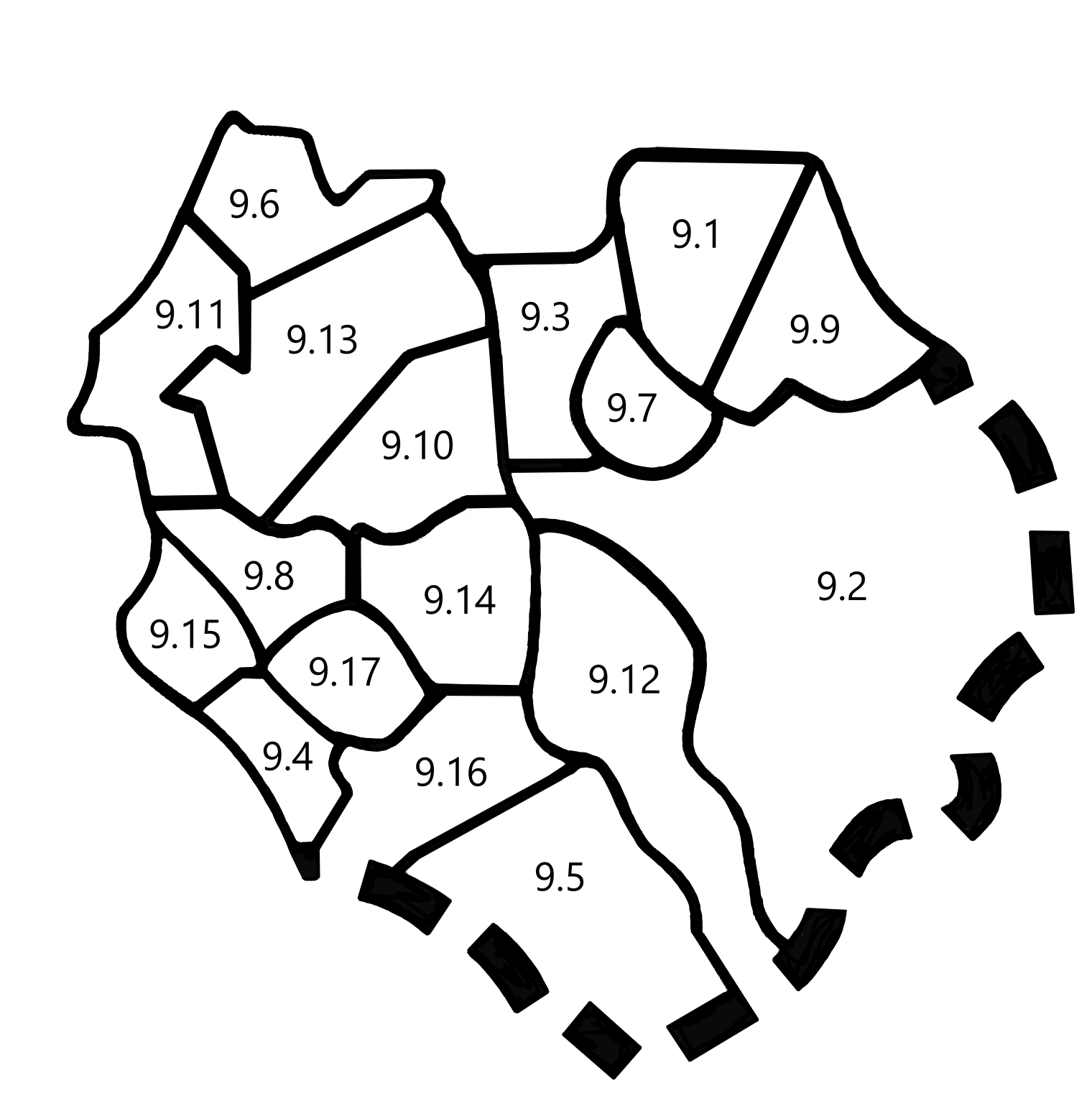
9.1 العباسية 9.2 أبو جبيهة 9.3 أبو كرشولة 9.4 البرام 9.5 الليري 9.6 القوز 9.7 الرشاد 9.8 الريف الشرقي 9.9 التضامن - كورونا 9.10 الدلامي 9.11 الدلنج 9.12 غدير 9.13 هبيلة - كورونا 9.14 هيبان 9.15 كادوقلي 9.16 تلودي

يرجع تاريخ مدينة الدلنج إلى القرن التاسع عشر الميلادي حيث نشأت كقرية صغيرة يقطنها أفراد من قبائل النوبة ( دلنج - واركو ) ثم جاء الحوازمة والمسيرية وتطورت فيما بعد إلى سوق موسمية كبيرة يتم فيها تبادل السلع والمقايضة بين الرحّل والسكان.
ومن المرجح أن الدلنج كانت تخضع لمملكة تقلي التي حكمت المنطقة من عاصمتها مدينة العباسية.
وباندلاع الثورة المهدية في السودان ضد الحكم التركي المصري واعتصام المهدي في جبال النوبة برزت الدلنج في الخارطة السياسية للسودان كنقطة انطلاق وتقدم عسكري لجيوش المهدية ضد القوات الإستعمارية. شهدت منطقة الدلنج إبان الحكم الثنائي عدة ثورات من بينها المقاومة التي قادها السلطان عجبنا في عامي 1912 - 1913 قبل أن تتمكن سلطات الحكم الثنائي من إلقاء القبض عليه وإعدامه وسط حشد كبير من السكان والمقاومة التي تزعمها علي الميراوي.

## التركيبة السكانية
تضم مدينة الدلنج مزيجاً منسجماً من القبائل والإثنيات السودانية المختلفة وبشكل خاص قبائل النوبة (الفيائل والأجانق، والنيمانج) والفلاتة والحوازمة. ويقدر عدد السكان بحوالي 37,113 نسمة.

## المناخ والتضاريس

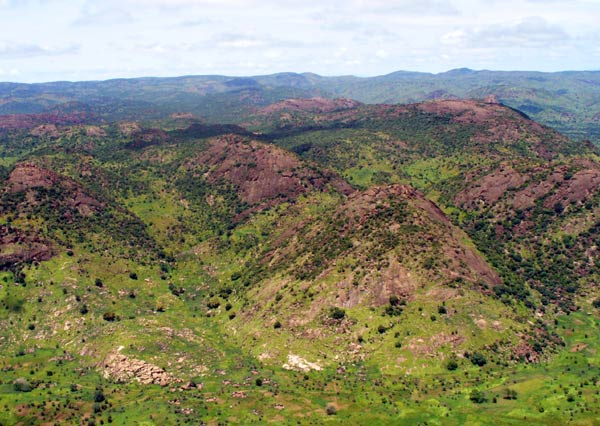
جبال النوبة

المناخ في الدلنج شبه جاف إلى شبه رطب يتميز بحرارة صيفه وبرودة الشتاء وأمطار موسمية ورياح شمالية إلى شمالية جافة في الصيف وجنوبية إلى جنوبية غربية مصحوبة بالأمطار خلال الفصل المطير الذي يبدأ من أبريل / نيسان أو مايو / أيار ويستمر حتى سبتمبر / أيلول أو إلى منتصف أكتوبر / تشرين الأول.
وأهم ما يميز التضاريس هو انتشار التلال وسط سهول ذات تربة طينية متشققة ووديان موسمية أبرزها وادي أبو حبل.

## النشاط الاقتصادي
يغلب على النشاط الاقتصادي بالمدينة قطاع التجارة والخدمات خاصة تلك التي تقدمها المصالح والمؤسسات الحكومية وغير الحكومية إلى جانب الحرف اليدوية وصناعة الجلود والزراعة والرعي. ويعتبر مشروع هبيلا الزراعي الواقع شرق الدلنج أحد مشاريع الزراعة المطرية الآلية الكبيرة بالسودان لإنتاج الغلال مثل الذرة البيضاء المعروفة محلياً باسم الفيتريتة والذرة الشامية والسمسم، وتوجد رئاسة المشروع في المدينة.

## الخدمات المصرفية
- بنك الخرطوم
- البنك الزراعي السوداني
- بنك الإدخار والتنمية

## الأسواق
- السوق الكبير
- سوق الصغير (اقوز)
- السوق الشعبي (المطار)

## معالم المدينة
- مباني المحلية
- ميدان المصارعة حيث يجري تنظيم مباراة للمصارعة الحرة بين مصارعين يمثلون بعض القبائل وتقام الحلقات إسبوعياً في يوم الجمعة وسط جمهور حاشد.
- دار السينما ومسرح السينما
- الجامعة
- محالج القطن
- صومعة الغلال
- جبل أبو زمام نسبة للفتحة الموجودة في قمة الجبل والتي تشبه الزمام. ويسمى جبل الدش نسبة لتركيب أجهزة الإستقبال والإرسال الفضائي أو التلفزيوني للمدينة والذي تم في العام 1995م نتيجة لمقترح تقدم به أحد أبناء المنطقة وأشرف على تركيبه بتمويل ومتابعة محافظة الدلنج الأسبق «المجذوب يوسف بابكر»، وتم وبه مدرجات تقود إلى القمة حيث يمكن مشاهدة أجزاء كبيرة من المدينة تحتها وبعض الضواحي القريبة.
- الغابات الحكومية حيث تنتشر أشجار المهوقني
- خور أبو حبل الموسمي
- زريبة (حظيرة) المواشي والأغنام
- استاد السلام والذي تم بناؤه بالعون الذاتي والنفير والذي كان نموذجا ومثالا للعمل والروح الجماعية السائدة في المنطقة وذلك في العام 1995م .

## أهم الأحياء
- من الجزء الشمالي للمدينة توجد أحياء ( حي المك، المطار، فتح الرحمن، القلعة، قادرة)
- من الجزء الجنوبي توجد أحياء (الرديف، التومات )
- من الجزء الشرقي للمدينة توجد أحياء ( أقوز، الصفا، المروة، الشروق، الودي، المعاصر)
- من الجزء الغربي توجد أحياء ( الطرق، المرافيت، الحلة الجديدة )
- في وسط المدينة توجد أحياء ( قعر الحجر، الملكية، السوق، المدارس، الموظفين، القشلاق ) .

## الأطعمة
تقدّم مطاعم الدلنج العديد من الأطباق السودانية التقليدية وأطباق خاصة بها، منها ما يعرف «بالمناصيص» ويتكوّن من لحم الضأن المطبوخ و«الأقاشي» وهو اللحم المشوي على الجمر مع توابل. كما تقدّم المقاهي مشروبات باردة ودافئة ومن بينها مشروب يعرف «بالشيرية» وآخر يعرف «بالأنقار» ويتكوّن من نبات الكركدي وعصير ثمار التبلدي ومشروب «شاي لبن مقلي » ويتكوّن من الشاي والحليب المغلي.

## الطرق البرية والحديدية والاتصالات
- الطريق الوطني السريع الذي يربط الدلنج بالخرطوم مروراً بمدينتي كوستي والأُبيّض
- طريق كادوقلي - الدلنج (تحت التشييد)
- الطريق الرابط بين الدلنج وبلدة الدبيبات الواقعة على بعد 60 كيلومتر (37.28) شمالاً، حيث توجد محطة كبيرة لخط السكك الحديدية المارّ شرقاً نحو سنار التقاطع ويتفرع منها إلى فرعين أحدهما يتجه إلى الخرطوم شمالاً والآخر إلى بورتسودان عبر كسلا في الشرق. كما يوجد خط للسكك الحديدية ينطلق من بلدة الدبيبات نحو مدينة نيالا غرباً

### النقل الجوي
يوجد مهبط للطائرات تم تشييده حديثا بحيث يلائم التطور الحضاري للمدينة، كما تمَّ نقل هذا المهبط إلى جنوب المدينة أي في الجزء الشمالي الشرق لحي (التومات).

### الاتصالات
توجد بالمدينة خدمات شبكة الهاتف القومية التابعة لشركة سوداتل بالإضافة إلى خدمات الهاتف المحمول والتابعة لشركة موباتل، ورمز الهاتف بالمدينة 634 ومن خارج السودان 634(249).

### البريد والبرق

شعار جامعة الدلنج

توجد بالمدينة خدمات البريد والبرق.

## التعليم
- جامعة الدلنج، وتضم كلية التربية، وكلية المعلمين، وكلية الزراعة، وكلية تنمية المجتمع، وكلية العلوم، وكلية التربية الرياضية، إلى جانب كلية الدراسات العليا، ومركز دراسات السلام، ومركز لتقنية المعلومات وآخر للحاسوب.[5]
- عدة مدارس ثانوية وتضم مدرسة عمر بن الخطاب وعلي الكرار وسلمان الفارسي ونسيبة وحفصة وأم معبد ومدارس في مرحلة الأساس للبنين عمر المختار خالد بن الوليد والبنات مدرسة الشيماء
- عدد من رياض الأطفال والخلاوي .

## الحامية العسكرية
توجد في المدينة حامية بها قيادة الفرقة الخامسة مشاة واللواء الرابع عشر مشاة للقوات المسلحة السودانية وقوات الدفاع الشعبي السودانية.

## الشرطة
قوات شرطة محلية الدلنج وتشمل الشرطة العامة وشرطة المرور والترخيص وشرطة المرور السريع وشرطة السجون والإصلاح والدفاع المدني والشرطة الشعبية وشرطة مكافحة المخدرات وشرطة تأمين النفط والشرطة القضائية وشرطة السجل المدني.

## الرعاية الصحية
- مستشفى الدلنج الملكي
- مستشفى الأم بخيتة
- المستشفى العسكري
- عدد من المراكز الصحية

## الكهرباء والمياه
المدينة مزودة بالتيار الكهربائي وبشبكة للمياه .

## المنظمات الدولية
توجد في الدلنج عدة مكاتب تابعة لمنظمات دولية تقوم ببعض الأنشطة كأعمال العون الإنساني .

## الرياضة
تتصدر كرة القدم والمصارعة الحرة التقليدية أهم الأنشطة الرياضية في المدينة وهناك عدداً من الأندية الرياضية ومنها:
- نادي الموردة
- نادي الجيل
- نادي الشروق
- نادي الزهرة
- نادي الأعمال الحرة
- نادي الشعلة
- نادي الهلال
- نادي المريخ
- نادي الجبال
- نادي حي العرب
- نادي الشباب
- نادي أم دوم

## مشاهير الدلنج وأعلامها
- الفنان عبد القادر سالم
- الشاعر مكي سنادة
- الشاعر مصطفى طيب الأسماء
- الفنان التشكيلي محمد عبد الرحمن( بلية) [6]
- الناظر الأمين علي عيسى - ناظر الأجانج والكواليب
- الناظر محمد حماد أسوسه - ناظر الحوازمة
- الناظر كنده كربوس - ناظر النمانج ( الاما )

## معرض الصور

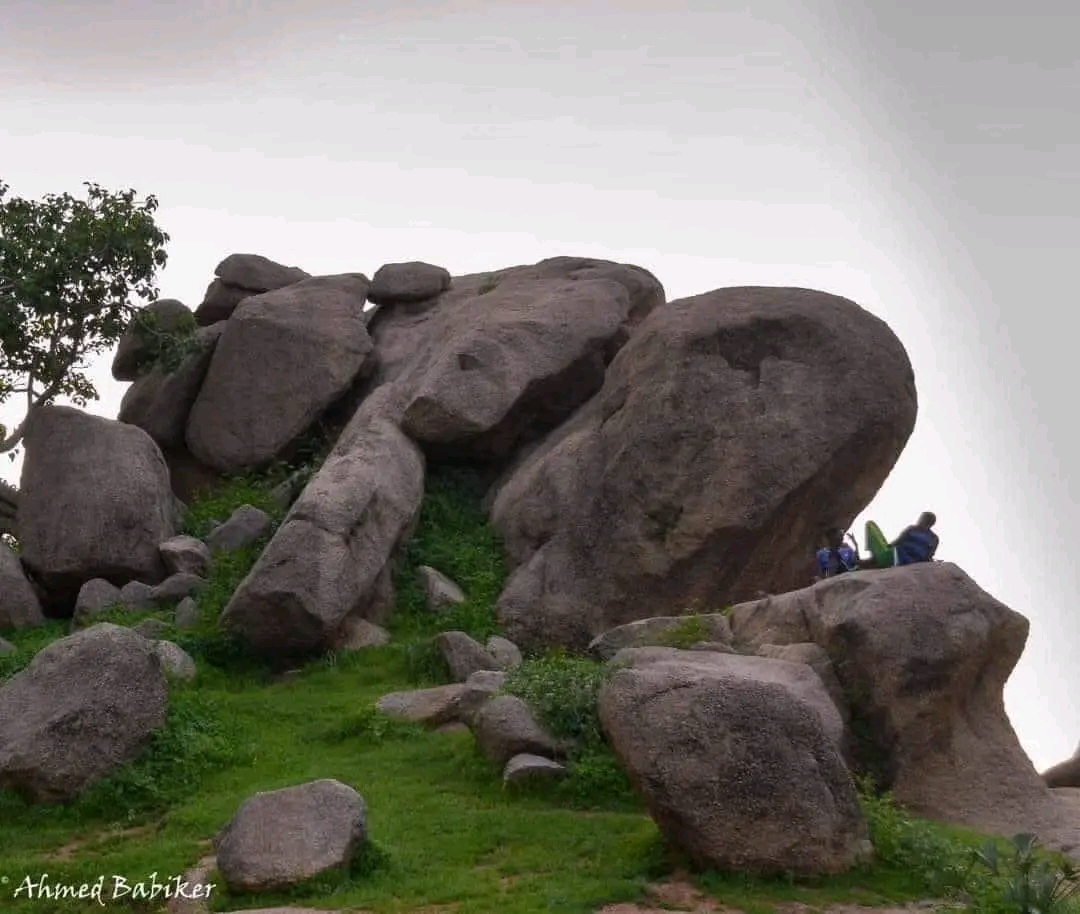
صخور جبال الدلنج
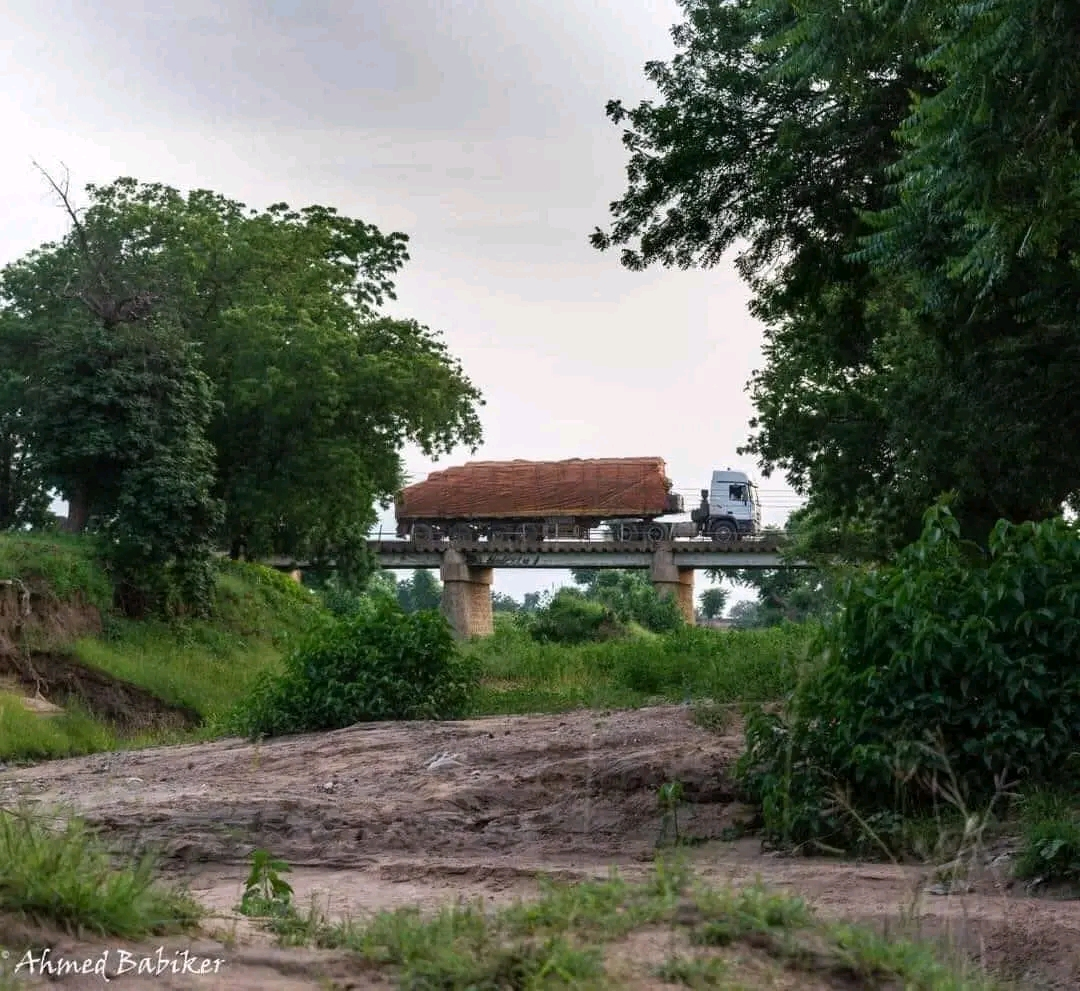
خور ابو حبل الذي ينبع من جبال الدلنج
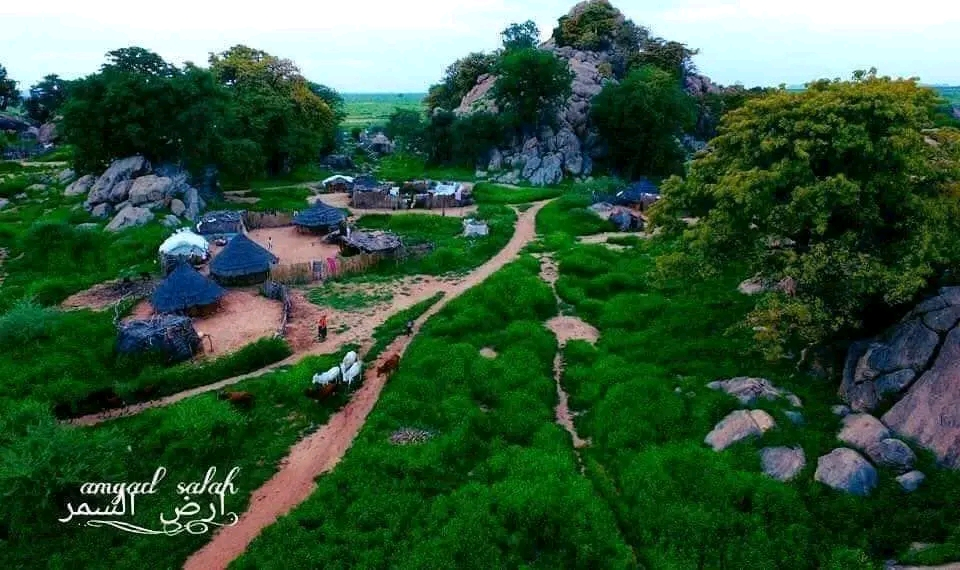
قرية صغيرة بالقرب من الدلنج جبال سلارا
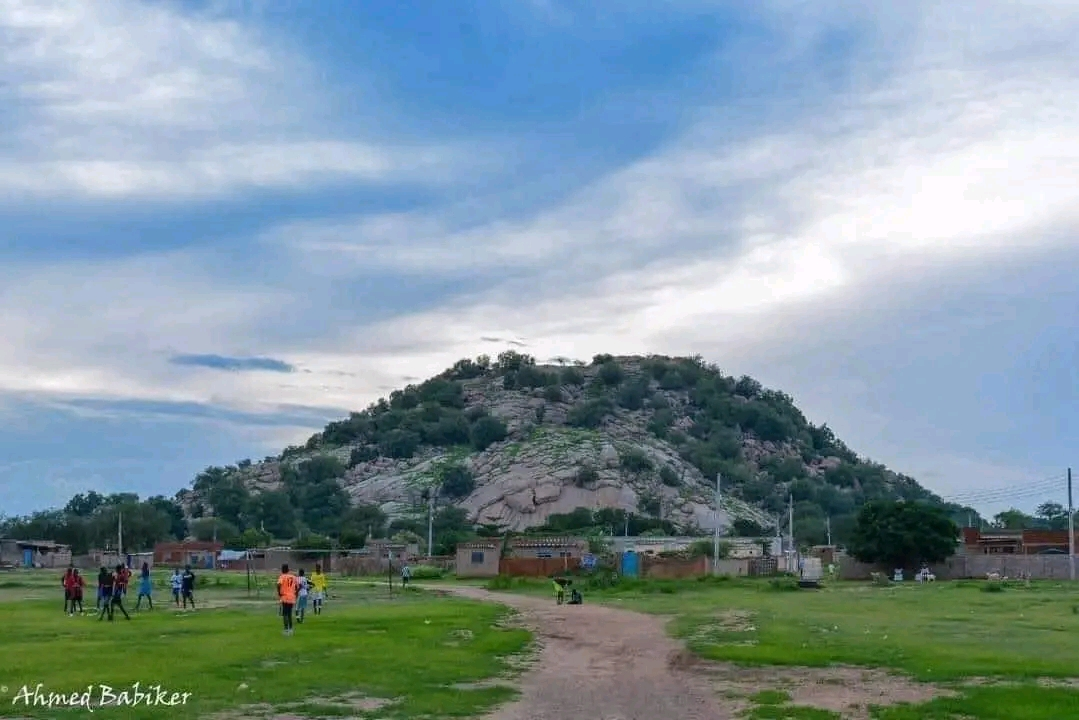
الساحة الكبيرة المطبعة على الهضبة